# Petrus Staaff
Petrus Erici Staaff, född 4 september 1702 i Sunne socken, död 22 oktober 1777 i Sunne socken, var en svensk präst och riksdagsman.

## Biografi
Petrus Staaff var son till kyrkoherden i Sunne, Ericus Laurentii Staaf och Brigitta Persdotter Warg. Efter studier vid Lunds universitet överflyttade Staaf till Uppsala universitet, där de fortsatta studierna för Johan Hermansson bekostades med en tjänst som informator. Han promoverades till magister 1728 och blev docent i Uppsala för att 1733 prästvigas till en tjänst som regementspastor i Jämtland. 1742 blev han rektor för Frösö trivialskola och utnämndes 1746 till kyrkoherde i Sköns socken där han senare blev kontraktsprost. 1765 befordrades han till kyrkoherde i Sunne och prost över Jämtlands södra kontrakt; han var även inspektor för Frösö trivalskola.
Staaf var riksdagsman 1760–1762.
Hans första hustru Justina Elisabet Bozaea var dotterdotter till Laurentius Petri Aroselius. Andra hustrun Anna Katarina Sundia var systers dotterdotter till Nicolaus Sternell. Genom Pehr Staaff (1776–1846), sonson från första äktenskapet, blev Staaf anfader till statsministern Karl Staaff.